# Ley del Gran Berlín
La Ley del Gran Berlín (en alemán: Groß-Berlin-Gesetz), o según su título entero Ley sobre la Reconstrucción de la Nueva Autoridad Local de Berlín (en alemán: Gesetz über die Bildung einer neuen Stadtgemeinde Berlin), fue una ley aprobada por el gobierno prusiano en 1920 que amplió considerablemente el tamaño de la capital alemana de Berlín.

## Historia

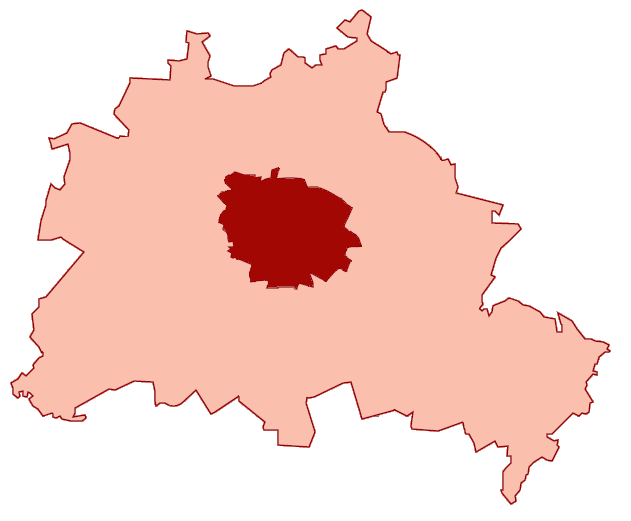
Límites municipales de la Ciudad de Berlín anteriores a 1920 (rojo oscuro) dentro de la superficie de la ciudad ampliada de Gran Berlín (rosado).

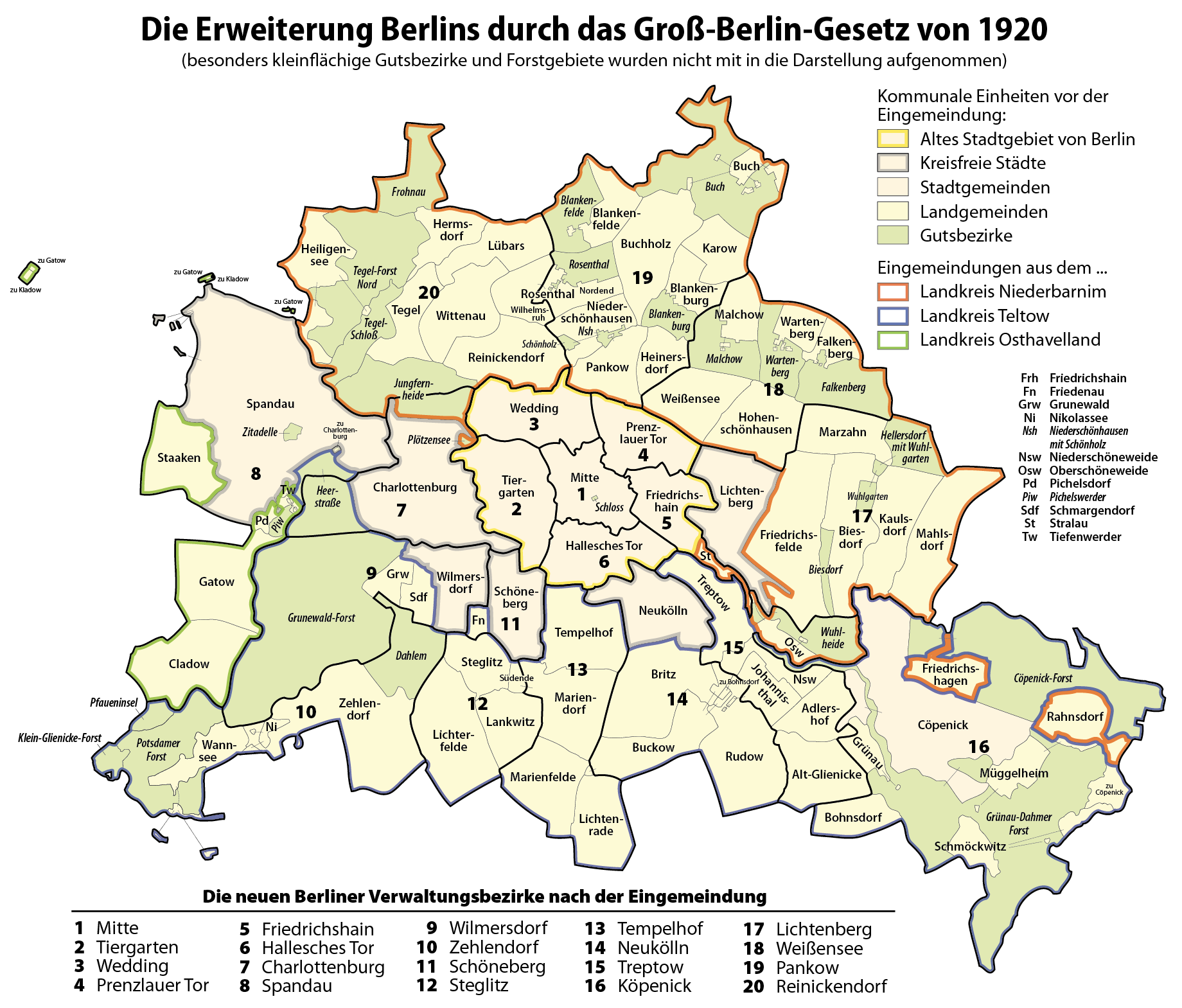
Mapa con los nuevos territorios fusionados con Berlín en 1920.

Berlín había formado parte de la provincia de Brandeburgo desde 1815. El 1 de abril de 1881, se convirtió en Stadkreis Berlín, un distrito urbano separado de Brandeburgo. La Ley del Gran Berlín fue aprobada por el parlamento prusiano el 27 de abril de 1920 y se hizo efectiva el 1 de octubre del mismo año. La región desde entonces referida como Gran Berlín adquirió territorios de la Provincia de Brandeburgo y consistió de lo siguiente:
- La ciudad de Berlín (Alt-Berlin);
- 7 poblaciones que rodeaban Berlín: Charlottenburg, Köpenick, Lichtenberg, Neukölln, Schöneberg, Spandau y Wilmersdorf;
- 59 comunidades rurales y 27 parcelas de distrito de los distritos circundantes de Niederbarnim, Osthavelland y Teltow;
- y los terrenos del Palacio Real de Berlín (Berliner Stadtschloss) que hasta entonces, curiosamente, formaban una parcela de distrito por su propio derecho.

La ley aumentó la superficie de Berlín en 13 veces de 66 km² hasta 883 km² y la población se dobló de aproximadamente 1,9 millones a cerca de 4 millones, con casi 1,2 millones de esos nuevos habitantes procedentes solo de las 7 ciudades de alrededor.
El Gran Berlín fue entonces subdividido en 20 barrios (Verwaltungsbezirke):
- del viejo Berlín (Alt-Berlin): Mitte, Tiergarten, Wedding, Prenzlauer Berg, Kreuzberg y Friedrichshain;
- un barrio por cada una de las 7 ciudades independientes: Charlottenburg, Köpenick, Lichtenberg, Neukölln, Schöneberg, Spandau y Wilmersdorf;
- 7 nuevos barrios creados del resto de áreas añadidas, cada uno nombrado a partir de la mayor villa en el área en ese tiempo: Pankow, Reinickendorf, Steglitz, Tempelhof, Treptow, Weißensee y Zehlendorf

A través de esta ley, se hizo posible implementar una planificación urbana integrada a lo largo de todo el Gran Berlín. Con esto, la ley fue un importante cimiento para el auge de Berlín como un centro cultural en Europa en la década de 1920.
Aparte de pequeños cambios menores, los límites de la ciudad definidos en la ley todavía se mantienen en la actualidad, aunque su carácter cambió varias veces a lo largo de los años. Originalmente un mero límite municipal, se convirtió en una línea de demarcación entre zonas de ocupación después de 1945, una parte del Telón de Acero después de 1949 con el Muro de Berlín en algunos de sus tramos de longitud entre 1961 y 1990. Desde la reunificación de Alemania es la frontera entre los Estados alemanes de Berlín y Brandeburgo.